# ميخائيل دنلوب
ميخائيل دنلوب (بالإنجليزية: Michael Dunlop)‏ هو مدرب كرة قدم ولاعب كرة قدم بريطاني في مركز الدفاع، ولد في 5 نوفمبر 1982 في غلاسكو في المملكة المتحدة. لعب مع نادي دمبرتون.

## وصلات خارجية
- ميخائيل دنلوب على موقع قاعدة بيانات كرة القدم.إي يو (الإنجليزية)
- ميخائيل دنلوب على موقع Soccerbase.com (لاعب) (الإنجليزية)